# Trustul de Construcții Civile
Trustul de Construcții Civile (TCC) a fost o companie de construcții deținută de Statul Român.
După anul 1989, compania a fost împărțită în fostele antreprize.
Din fostul gigant al construcțiilor au rezultat mai multe companii, dintre care și câteva dintre numele cele mai importante de pe piața actuală a construcțiilor – Transilvania Construcții, Napoca Construcții, Ruttrans, Grup 4 Instalații, Samus Dej, Apolodor, Titan Turda, Bimexim, Proiectantul, Ecosoft.